# Euro Offroad Series 2017/18
Die Euro Offroad Series 2017/18 (EOS) ist die siebte Saison der Euro Offroad Series, einer Rennserie für funkferngesteuerte Modellautos in Europa.
In dieser Saison werden erneut fünf Läufe ausgetragen. Alle Austragungsorte kehren aus der Vorsaison wieder, wobei das Rennen vom Nürburgring in das nahe gelegene Daun verlegt wurde.

## Klassen und Reglement
Gefahren wird mit funkferngesteuerten Modellautos im Maßstab 1:10. Alle Fahrzeuge werden durch Elektromotoren angetrieben.
Zur Vorsaison wurden keine tiefgreifenden Reglementsänderungen vorgenommen. Erneut werden vier Klassen ausgetragen: je eine für 4WD- und 2WD-Buggies und je eine für Modified und Stock Stadium Trucks. Nur in der Klasse Stadium Truck Stock ist der Motor auf einen Einheitsmotor von Muchmore mit 13,5 Wicklungen beschränkt, alle anderen haben freie Motorwahl.
Um darüber hinaus die Chancengleichheit zu wahren sind in jeder Klasse Einheitsreifen von Schumacher vorgeschrieben.
Der sportliche Ablauf sieht für jede Klasse freie Trainings, Vorläufe und drei Finale vor. Bei diesen Finalen werden die beiden besten eines jeden Fahrers gewertet, und so die Gesamtwertung ermittelt.

## Rennergebnisse
| Datum            | Austragungsort                       | Strecke            | 4WD             | 2WD             | Stadium Truck Mod | Stadium Truck Stock |
| ---------------- | ------------------------------------ | ------------------ | --------------- | --------------- | ----------------- | ------------------- |
| 20. – 22.10.2017 | Warsaw Expo, Warschau                | Teppich Indoor     | Bruno Coelho    | Bruno Coelho    | Hupo Hönigl       | Adam Iszay          |
| 26. – 28.01.2018 | Sporthotel & Resort Grafenwald, Daun | Teppich Indoor     | Michal Orlowski | Neil Cragg      | Kája Novotný      | Jens Becker         |
| 23. – 25.02.2018 | Hudy Racing Arena, Trencin           | Teppich Indoor     | Michal Orlowski | Michal Orlowski | Hupo Hönigl       | Bartosz Zalweski    |
| 23. – 25.03.2018 | Messe Wels                           | Teppich Indoor     | Bruno Coelho    | Michal Orlowski | Max Götzl, jr     | Arthur Brulé        |
| 20. – 22.04.2018 | Arena33, Andernach                   | Kunstrasen Outdoor | Michal Orlowski | Jörn Neumann    | Joona Haatanen    | Jens Becker         |